# Kezia (Bibel)
Kezia ist im Buch Ijob im Alten Testament die zweite Tochter Ijobs nach der Versuchung durch den Satan.

## Etymologie
Der hebräische Personenname קְצִיעָה kezia ist ein Pflanzenname und bedeutet übersetzt „Zimtblüte“. Gemeint ist die Zimtkassie. Das Wort kommt im Alten Testament noch in Ps 45,9  vor: „Von Myrrhe, Aloe und Kassia [= Zimtblüte] duften alle deine Gewänder.“ Aus diesem Vers kann geschlossen werden, dass der Name Kezia auf den Wohlgeruch der Pflanze bezogen ist.
Pflanzennamen kommen im Alten Testament häufig bei Frauen vor, weitere Beispiele sind הֲדַסָּה hǎdassāh, deutsch ‚Hadassa‘ (Myrte), פְּנִנָּה pəninnāh, deutsch ‚Peninna‘ (Koralle) und תָּמָר tāmār, deutsch ‚Tamar‘ (Dattelpalme).
Die Septuaginta gibt den Namen als κασίαν kasían wieder, die Vulgata als Cassia, übersetzt bedeutet beides „Kassie“.

## Biblische Erzählung
Ijob hat zu Anfang sieben Söhne und drei Töchter (Hi 1,2 ). Im Zuge der Versuchung Ijobs durch den Satan sterben diese, indem das Haus seines erstgeborenen Sohnes über ihnen zusammenbricht, in welchem sie gerade zusammensitzen und essen (Hi 1,18–19 ). Gott beendet schließlich die Versuchungen, wendet Ijobs Geschick und stellt seinen Reichtum wieder her. Auch bekommt Ijob wieder sieben Söhne und drei Töchter. Letztere werden namentlich genannt, sie heißen Jemima, Kezia und Keren-Happuch. Sie werden als die schönsten Frauen des Landes bezeichnet. Sie und ihre Brüder erben Ijobs Besitz (Hi 42,15 ).